# Gary Gilmore's Eyes
"Gary Gilmore's Eyes" - сингл панк-рок-гурту The Adverts.  Пісня досягла 18 сходинки UK Singles Chart у вересні 1977 року й дала можливість колективу виступити на телевізійному шоу Top of the Pops. Спочатку ця пісня мала ввійти в дебютний альбом Crossing the Red Sea with The Adverts, але була відхилена в останній момент. Однак її включили в більшість перевидань першого альбому. Після звучить у саундтреку до фільму телеканалу  HBO Shot in the Heart.

## Підґрунтя
У пісні йде мова про пацієнта, якому тільки що вживили очний трансплатант, і він виявляє, що отримав очі страченого вбивці Гарі Гілмора. Гілмор попросив, щоб його очі після страти пішли на потреби науки, оскільки "це напевно єдина частина тіла від якої може бути користь" Після страти декілька частин тіла Гарі Гілмора були вийняті, щоб їх можна було використати як трансплантанти і для цілей науки Рогівки його очей були використані як трансплантанти.

## Списки пісень

### випуск 1977 року
1. "Gary Gilmore's Eyes"
2. "Bored Teenagers"

### випуск 1983 року
1. "Gary Gilmore's Eyes"
2. "New Day Dawning"
3. "We Who Wait"

## Критика
Метью Гілберт з газети Бостон Глоуб охарактеризував пісню як "зразок панк-року" , а Девід Браун з Entertainment Weekly, як "забуту перлину". Журнал Sounds назвав цю пісню "найбільш разючим і майстерним записом, створеним за часів нової хвилі. Згодом журнал Mojo вніс її до свого списку найкращих панк-синглів усіх часів під номером 12.